# Йоан Костадинов
Йоан Костадинов е български политик роден на 2 октомври 1947 г. в град Бургас. Женен е има две дъщери, син и три внучки. Завършва Техникум по строителство, архитектура и геодезия „Колю Фичето“ — гр. Бургас. След това следва в ЮФ на СУ „Св. Климент Охридски“ ВИИ „Карл Макс“ — София. Той е кмет на Бургас от 1995 г., избран като кандидат на Българската социалистическа партия. През 1999 г. е преизбран за такъв, този път като независим кандидат, като получава подкрепата на 61% от гласувалите. През 2003 г. е избран за трети мандат. На местните избори през октомври 2007 г. той остава трети и с това приключва кариерата му на кмет на гр. Бургас.